# 淇滨区
淇滨区是中华人民共和国河南省鹤壁市的一个市辖区，位于淇县北部，浚县西部，毗邻太行山，北接安阳市汤阴县。區人民政府駐紫荊巷35號。

## 行政区划
淇滨区下辖6个街道办事处、2个镇、2个乡：
金山街道、九州路街道、泰山路街道、黎阳路街道、长江路街道、天山路街道、大赉店镇、钜桥镇、上峪乡和大河涧乡。

## 人口民族
根据(河南省)鹤壁市第七次全国人口普查公报显示：淇滨区常住人口为460780人，男性50.01人，女性49.99人，年龄结构中0-14岁占比20.75%，15-59岁占比65.38%，60岁以上占比13.87%，65岁以上占比9.78%。

## 交通运输
市区（西）京广铁路。市区（东）石武铁路、京港澳高速。
京广高铁在此设鹤壁东站。